# Cordulegaster mzymtae
Cordulegaster mzymtae là một loài chuồn chuồn ngô thuộc họ Cordulegastridae. Nó được tìm thấy ở Gruzia và Thổ Nhĩ Kỳ. Môi trường sống tự nhiên của chúng là sông ngòi. Chúng hiện đang bị đe dọa vì mất môi trường sống.